# 瀧田項一

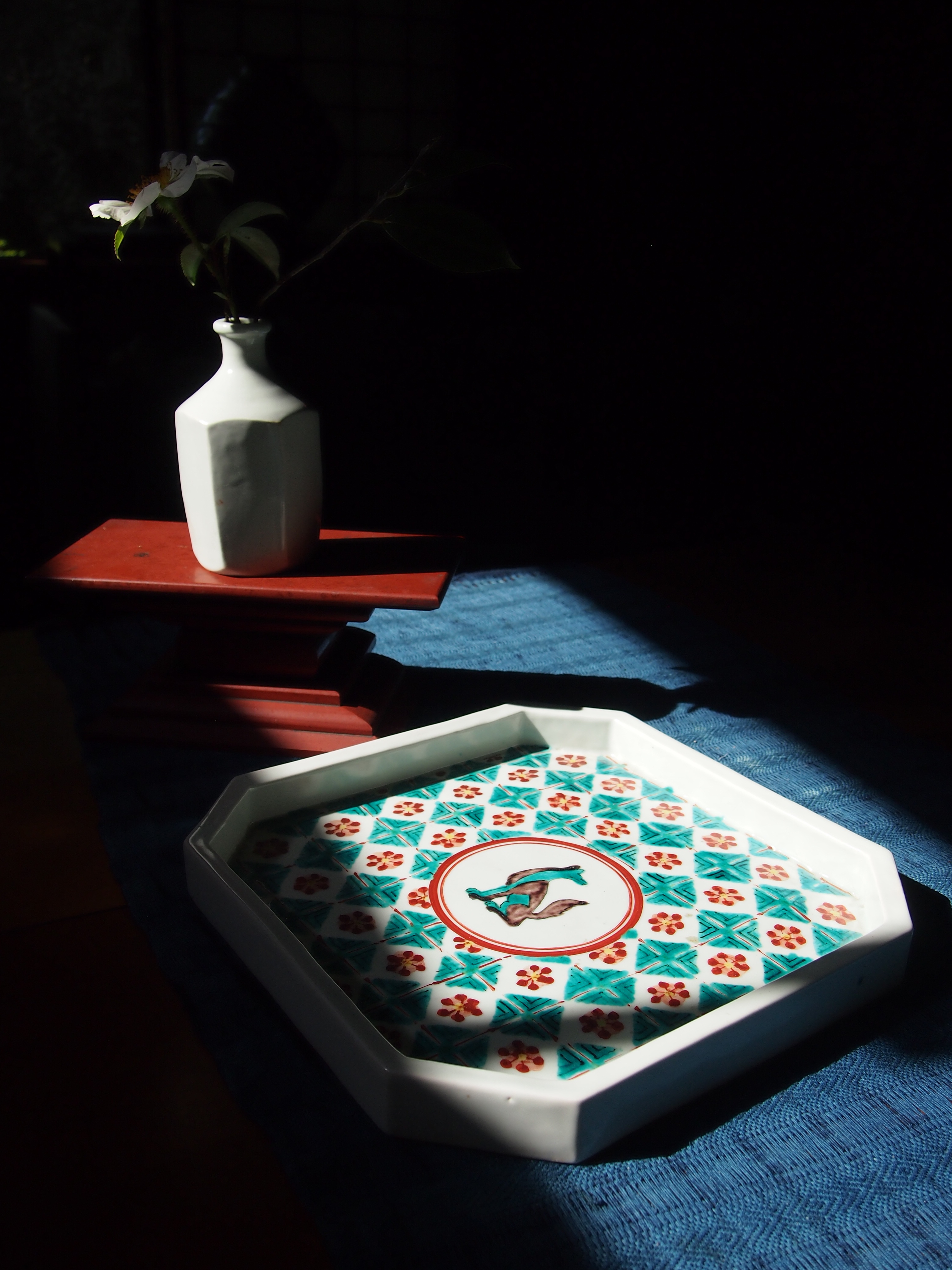
大皿・花瓶

瀧田 項一（たきた こういち、1927年2月22日 - 2022年1月23日 ）は日本を代表する陶芸家である。（本名：幸一）

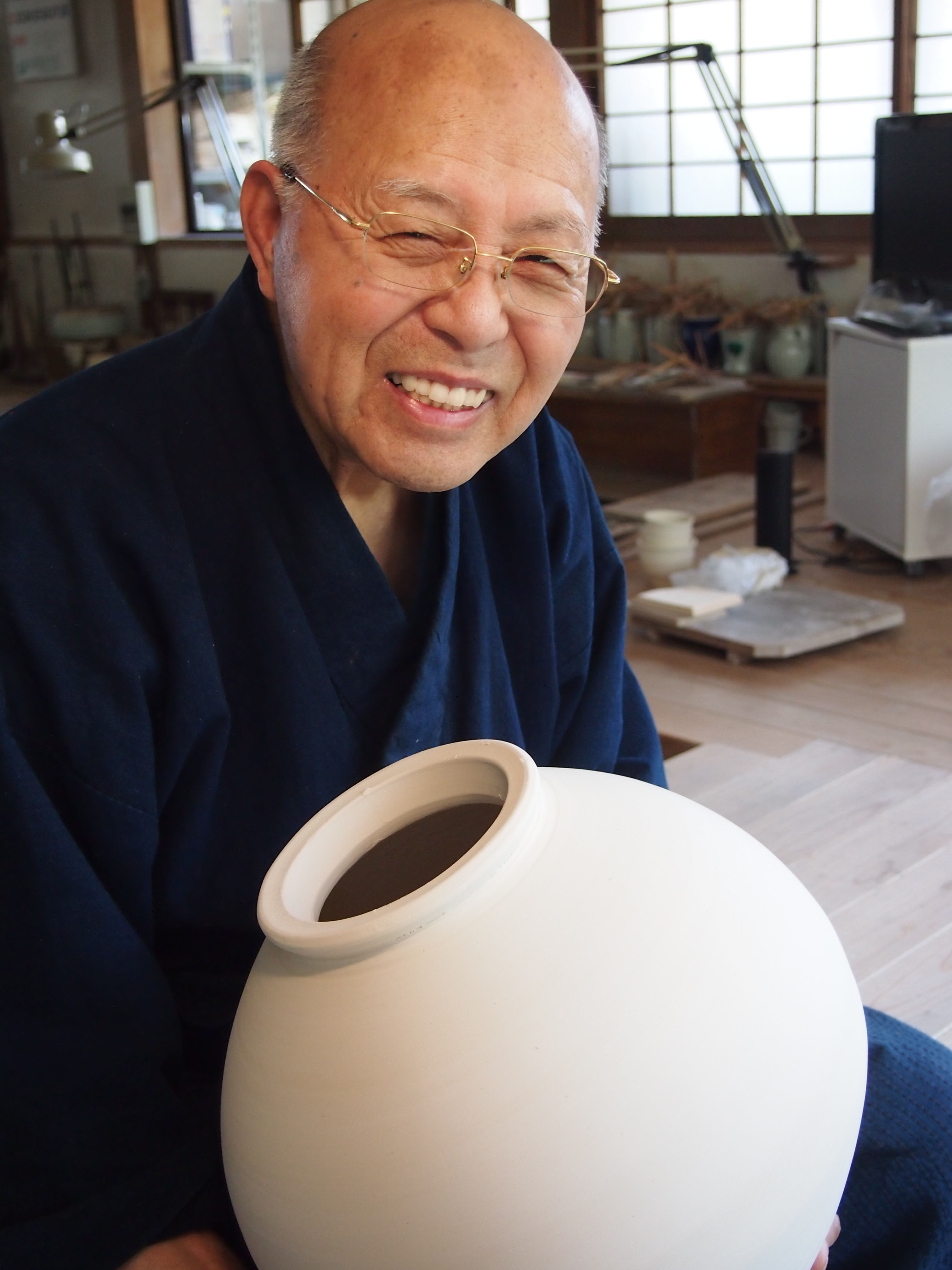
瀧田項一

## 経歴
栃木県烏山町（現・那須烏山市）出身。東京美術学校で富本憲吉に学び、益子の濱田庄司に師事。

## 年表
- 1927年 栃木県那須烏山市生まれ
- 1946年 東京美術学校工芸科卒業。富本憲吉に学ぶ。濱田庄司工房に入門
- 1949年 濱田庄司のもとで3年の修行後、福島県会津本郷町に築窯、独立
- 1959年 国画会会員推薦。アジア財団より西パキスタン（現パキスタン・イスラム共和国）・東パキスタン（現バングラデシュ）ダッカ美術大学陶芸家主任講師招
- 1973年 ドイツ・ケルンにて個展
- 1981年 トルコ各地美術調査渡航
- 1982年 中国各地美術調査渡航
- 1983年 ドイツ・デュッセルドルフ日本週間に出品
- 1984年 栃木県那須烏山市に築窯
- 1985年 『作陶集』（求龍堂）を刊行
- 1986年 沖縄県立芸術大学教授就任
- 1996年 沖縄県立芸術大学退官
- 1998年 栃木県文化功労者受賞
- 2000年 アメリカ・モンタナ州キャロン大学にて個展講演。オマーンSQU大学にて日本陶磁器文化講義
- 2007年 『窯ぐれ乃記』（里文出版）を刊行。
- 2010年 「瀧田項一作陶60年の道」出版記念展（さくら市ミュージアム）

## 著書作品集・資料
- 作陶60年の道 : 第74回企画展　さくら市ミュージアム-荒井寛方記念館 編	 2010.4
- 窯ぐれ乃記　里文出版　2007.5
- 瀧田項一作陶展 「昨日在庵 今日不在」出版三越　2002
- 昨日在庵今日不在 : 陶匠濱田庄司の残した言葉下野新聞社2002.2[3]
- 白磁の世界　下野新聞社1994.6
- 陶 : The best selections of contemporary ceramics in Japan　京都書院1993.7
- クロワッサン5/25号2003年（マガジンハウス刊）P109～P112 　美しいものを創る手